# 다시키

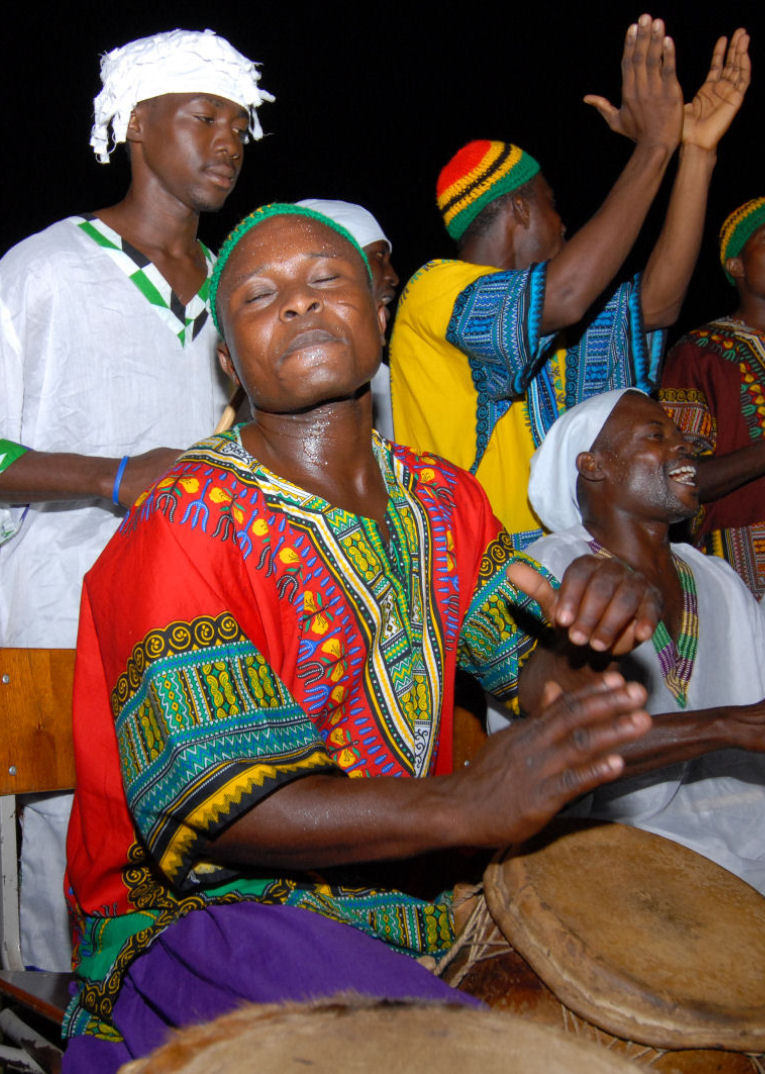
가나의 한 음악인이 다시키를 입고 있다.

다시키(Dashiki)는 서아프리카에서 입는 남성용 민족 의상이다.

## 같이 보기
- 튜닉